# La saga dei Forsyte (serie televisiva)
La saga dei Forsyte (The Forsyte Saga) è una serie televisiva britannica in 26 episodi trasmessi per la prima volta nel corso di una sola stagione nel 1967. È basata sul ciclo di romanzi La saga dei Forsyte (1906-1921)
È una serie drammatica incentrata sulle vicende della famiglia borghese dei Forsyte. La saga letteraria fu adattata per la televisione e prodotta da Donald Wilson e fu originariamente mandata in onda in ventisei episodi il sabato sera tra il 7 gennaio e il 1º luglio 1967 sulla rete BBC Two. Tuttavia, furono le repliche mandate in onda la domenica sera su BBC One a partire dall'8 settembre 1968 che assicurarono il successo del programma con 18 milioni di spettatori sintonizzati per l'ultimo episodio nel 1969. La serie fu distribuita in molti paesi e divenne la prima serie televisiva della BBC ad essere distribuita in Unione Sovietica.

## Personaggi e interpreti
- Soames Forsyte (26 episodi, 1967), interpretato da Eric Porter.
- Winifred Dartie (23 episodi, 1967), interpretata da Margaret Tyzack.
- Irene Forsyte née Heron (19 episodi, 1967), interpretato da Nyree Dawn Porter.
- June Forsyte (16 episodi, 1967), interpretata da June Barry.
- 'Young Jolyon' Forsyte (15 episodi, 1967), interpretato da Kenneth More.
- Smither (14 episodi, 1967), interpretata da Maggie Jones.
- Fleur Mont née Forsyte (14 episodi, 1967), interpretato da Susan Hampshire.
- Michael Mont (14 episodi, 1967), interpretato da Nicholas Pennell.
- James Forsyte (12 episodi, 1967), interpretato da John Welsh.
- George Forsyte (11 episodi, 1967), interpretato da John Barcroft.
- Holly Dartie née Forsyte (11 episodi, 1967), interpretato da Suzanne Neve.
- Zia Juley Forsyte (10 episodi, 1967), interpretata da Nora Nicholson.
- Emily Forsyte (10 episodi, 1967), interpretata da Fanny Rowe.
- Sir Lawrence Mont (10 episodi, 1967), interpretato da Cyril Luckham.
- Coaker (10 episodi, 1967), interpretata Julia White.
- Helene Hillmer (9 episodi, 1967), interpretata da Lana Morris.
- Montague Dartie (9 episodi, 1967), interpretato da Terence Alexander.
- Zia Hester Forsyte (9 episodi, 1967), interpretata da Nora Swinburne.
- Nicholas Forsyte (9 episodi, 1967), interpretato da Kynaston Reeves.
- 'Old Jolyon' Forsyte (8 episodi, 1967), interpretato da Joseph O'Conor.
- Val Dartie (8 episodi, 1967), interpretato da Jonathan Burn.
- Jolyon 'Jon' Forsyte (8 episodi, 1967), interpretato da Martin Jarvis.
- Warmson (7 episodi, 1967), interpretato da Mischa De La Motte.
- Gradman (7 episodi, 1967), interpretato da Clifford Parrish.
- Imogen Cardigan née Dartie (7 episodi, 1967), interpretato da Anne De Vigier.
- Annette Forsyte née Lamotte (7 episodi, 1967), interpretata da Dalia Penn.
- Swithin Forsyte (6 episodi, 1967), interpretato da George Woodbridge.
- Zia Ann Forsyte (5 episodi, 1967), interpretato da Fay Compton.
- Roger Forsyte (5 episodi, 1967), interpretato da A.J. Brown.
- Marchese di Shropshire (5 episodi, 1967), interpretato da George Benson.
- Anne Forsyte in Wilmot (5 episodi, 1967), interpretato da Karin Fernald.
- Philip Bosinney (4 episodi, 1967), interpretato da John Bennett.
- Bilson (4 episodi, 1967), interpretato da Olwen Brookes.

### Guest star
Tra le guest star: Susan Pennick, Jenny Laird, Sarah Harter, Richard Armour, John Phillips, Caroline Blakiston, Hal Hamilton, John Ringham, George Benson (I), Alan Rowe, Cicely Paget-Bowman, Ursula Howells, Donald Gee, Christopher Benjamin, Bryan Marshall, David Cargill, Peter Copley, Derek Smith, Robin Phillips, Ralph Michael, Colin Douglas, Richard Pearson, Clive Morton, Geraldine Sherman, Terry Scully, Derek Francis, Cyril Luckham, John Bailey.

## Produzione
La serie fu prodotta da British Broadcasting Corporation e MGM Television. Le musiche furono composte da Marcus Dods.

### Registi
Tra i registi sono accreditati:
- David Giles in 18 episodi (1967)
- James Cellan Jones in 7 episodi (1967)

### Sceneggiatori
Tra gli sceneggiatori sono accreditati:
- John Galsworthy in 26 episodi (1967)
- Donald Wilson in 11 episodi (1967)
- Anthony Steven in 7 episodi (1967)
- Lawrie Craig in 3 episodi (1967)
- Vincent Tilsley in 3 episodi (1967)
- Constance Cox in 2 episodi (1967)
- Lennox Phillips

## Distribuzione
La serie fu trasmessa nel Regno Unito dal 10 gennaio 1967 al 1º luglio 1967 sulla rete televisiva BBC Two. In Italia è stata trasmessa negli anni 1970 sulla Rai con il titolo La saga dei Forsyte.
Alcune delle uscite internazionali sono state:
- nel Regno Unito il 10 gennaio 1967 (The Forsyte Saga)
- in Svezia il 30 agosto 1967 (Forsytesagan)
- in Francia il 3 ottobre 1970 (La dynastie des Forsyte)
- in Germania Ovest il 4 febbraio 1973 (Die Forsyte Saga)
- in Finlandia (Forsytein taru)
- in Spagna (La saga de los Forsyte)
- in Italia (La saga dei Forsyte)

## Episodi
| Stagione       | Episodi | Prima TV UK |
| -------------- | ------- | ----------- |
| Prima stagione | 26      | 1967        |